# Cerithiopsis hero
Cerithiopsis hero är en snäckart som beskrevs av Bartsch 1911. Cerithiopsis hero ingår i släktet Cerithiopsis och familjen Cerithiopsidae. Inga underarter finns listade i Catalogue of Life.